# إريك هارلاند
إريك هارلاند (بالإنجليزية: Eric Harland) هو عازف جاز أمريكي، ولد في 8 نوفمبر 1978 في هيوستن في الولايات المتحدة.

## وصلات خارجية
- الموقع الرسمي
- إريك هارلاند على موقع IMDb (الإنجليزية)
- إريك هارلاند على موقع ميوزك برينز (الإنجليزية)
- إريك هارلاند على موقع أول ميوزيك (الإنجليزية)
- إريك هارلاند على موقع ديسكوغز (الإنجليزية)